# Miracle-
Амер аль-Баркави (араб. عامر البرقاوي‎; род. 20 июня 1997), более известный под псевдонимом Miracle- (с англ. Чудо) — иорданский профессиональный киберспортсмен Dota 2, в данный момент является игроком команды NIGMA GALAXY. Имеет двойное гражданство: иорданское и польское.

## Биография
В 5—6 лет Miracle- начал играть в многопользовательский режим Defense of the Ancients после того, как его старший брат показал ему основы игры. Затем Miracle- перешёл в Dota 2 где стал одним из лучших игроков в рейтинговых матчах. Дебют Miracle- как профессионала состоялся в команде Balkan Bears, куда Амер попал в начале 2015 года, но успехов эта команда не добилась, и спустя 4 месяца ему пришлось покинуть команду.
В июле 2015 года Амер достиг планки 8000 одиночного рейтинга, таким образом став вторым в этой гонке, уступал он лишь Аливи «w33» Омару, что не осталось без внимания профессиональных команд, и спустя месяц Йоханн «BigDaddyN0tail» Сандштейн после The International 5 связался с Амером и с другими игроками, и так была создана команда (monkey) Business. В конце октября (monkey) Business сменила название на OG, при этом сохранив свой старый состав, и вместе с Андреасом «Cr1t-» Нильсеном, Йоханном «BigDaddyN0tail» Сандштейном, Талем «Fly» Айзиком (капитан OG) и Дэвидом «MoonMeander» Таном спустя несколько недель Miracle- становится чемпионом Frankfurt Major, в марте 2016 года занимает 7-8 место на Shanghai Major и в июне 2016 года выигрывает Manila Major, и OG становятся двукратными чемпионами турниров от Valve.
В мае 2016 года (во время московского Epicenter 2016) Miracle- становится первым в мире обладателем 9000 одиночного рейтинга. На The International 2016 Miracle- и его команда приехали в качестве несомненных фаворитов, из группы вышли с первого места, однако проиграли первую же серию в плей-офф, проиграли и следующую серию филиппинской команде TNC, таким образом OG покинули главный турнир года, заняв там 9-12 место, и Амер покидает команду, и в сентябре 2016 его подписывает Team Liquid.
Старт сезона 2016—2017 у Miracle- не задался: Team Liquid осенью 2016 года прошла квалификацию только на DreamLeague Season 6, и в этом составе Амер первый раз пропускает Major, проиграв квалификации на Boston Major за второй слот на турнир команде Virtus.Pro. Произведя замену в составе, Team Liquid выигрывают DreamLeague Season 6, SL i-League Star-Series Season 3, прошли квалификации на DAC 2017, на котором занимают последнее место. В марте 2017 Team Liquid получают прямое приглашение на Kiev Major и занимают там 5-8 место. В мае Miracle- выигрывает SL i-League Invitational #2. В июне Miracle- вместе со своей командой защищает титул чемпиона Epicenter Moscow, а спустя неделю Team Liquid получают прямое приглашение на главный турнир года, The International 2017, на котором Miracle- вместе со своей командой занимает первое место и получает $10,794,903 долларов. Он стал вторым игроком после s4, который выиграл The International и 2 Major-турнира от Valve: The Frankfurt Major и The Manila Major в составе команды OG и The International 2017 в составе команды Team Liquid.
В конце 2016 года Miracle- был признан лучшим новичком года. Амер «Miracle-» аль-Баркави ушёл в инактив Nigma в декабре 2022 года из-за проблем со здоровьем. Он выступал за команду с ноября 2019-го. В декабре 2023 объявил о своем возвращении в команду после годового простоя.
После перерыва Miracle- заменил Аммара «ATF» Аль-Асафа на DreamLeague Season 19 в составе Nigma Galaxy.  В декабре 2023 года он вновь вернулся в активный состав Nigma Galaxy после годового перерыва, снова объединившись с Sumail и KuroKy.  В июне он представлял команду на турнире 1win Series Dota 2 Summer (призовой фонд 100 000 $). В апреле 2025 года он решил продлить для себя игровой перерыв, оставшись в запасе Nigma Galaxy по личным причинам.

## Достижения
| Место | Турнир                             |
| ----- | ---------------------------------- |
| 1     | Frankfurt Major                    |
| 7-8   | Shanghai Major                     |
| 1     | Manila Major                       |
| 9-12  | The International 2016             |
| 1     | SL i-League Invitational#2         |
| 5-8   | Kiev Major                         |
| 1     | DreamLeague Season 7               |
| 1     | EPICENTER: Moscow 2016             |
| 1     | SL i-League StarSeries Season 3    |
| 1     | ASUS ROG DreamLeague Season 6      |
| 2     | The Summit 5                       |
| 1     | ESL One Frankfurt 2016             |
| 1     | DreamLeague Season 5               |
| 1     | EPICENTER: Moscow 2017             |
| 1     | The International 2017             |
| 3-4   | ESL One Hamburg                    |
| 1     | Midas Mode                         |
| 2     | Epicenter XL                       |
| 1     | China Dota2 Supermajor             |
| 4     | The International 2018             |
| 1     | MDL Macau 2019                     |
| 2     | MDL Disneyland Paris Major         |
| 2     | Epicenter 2019                     |
| 2     | The International 2019             |
| 1     | WePlay! Bukowel Minor              |
| 1     | WePlay! Dota 2 Tug of War: MadMoon |
| 7-9   | Esl One Los Angeles                |
| 4     | ESL One Birmingham 2020            |
| 3     | BLAST Bounty Hunt                  |
| 1     | OGA Dota Pit Season 2              |
| 3     | Omega League                       |
| 3     | OGA Dota Pit Season 4              |